# 格拉斯-奥洛涅

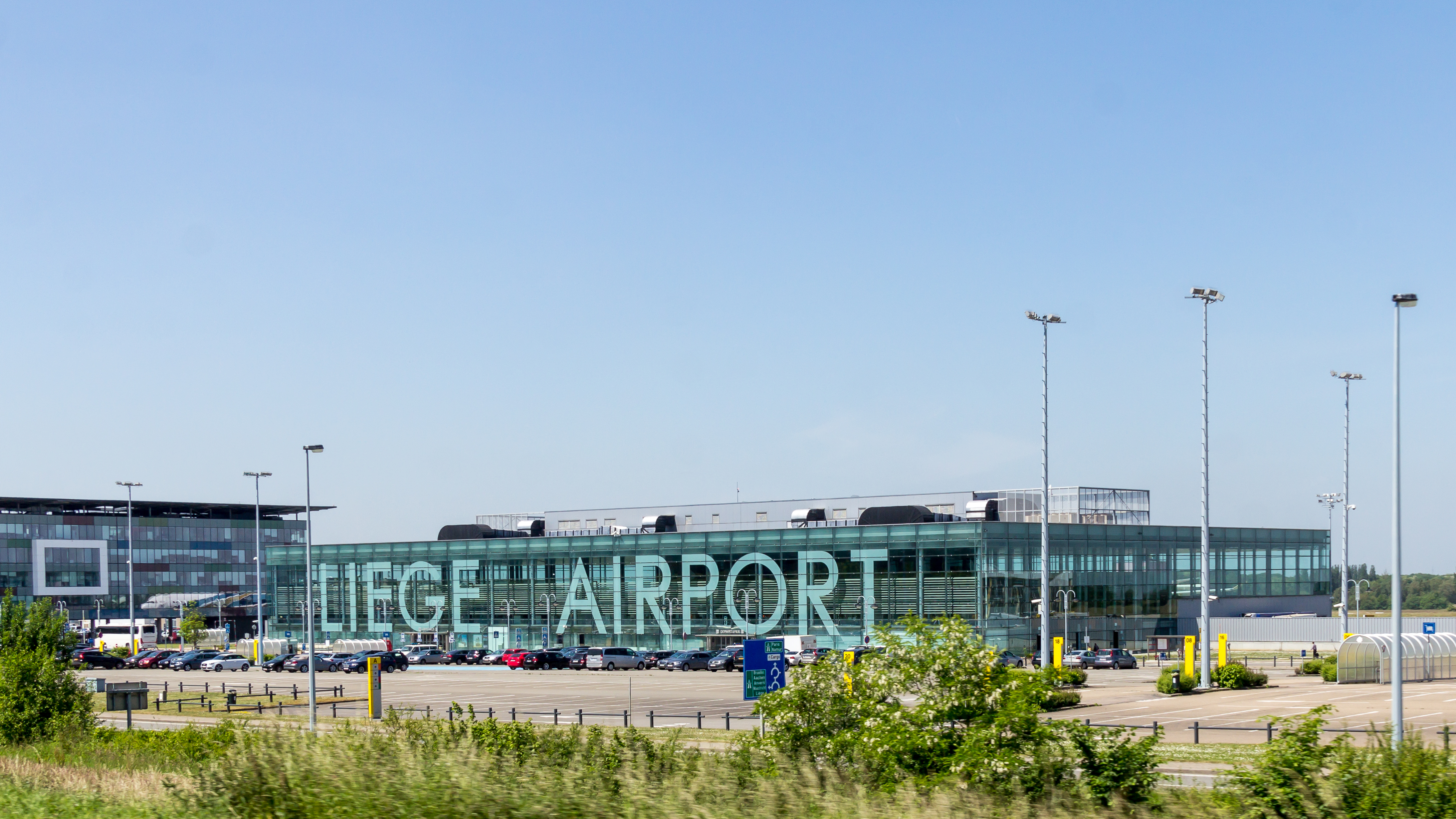
列日机场

格拉斯-奥洛涅（法語：Grâce-Hollogne，法語發音：[ɡʁas ɔlɔɲ]）是比利时瓦隆大区列日省列日區的一个市镇，通行法语，是比利时法语社群的一部分，人口22,541人（2018年1月1日）。列日機場及比利時空軍的比耶尔塞空军基地座落于比耶尔塞片区，共用跑道。

## 历史
格拉斯-奥洛涅于1970年由原市镇格拉斯-贝勒尔和奥洛涅欧皮埃尔合并而成。1977年，原市镇比耶尔塞、奥里永-奥泽蒙、韦尔鲁外加蒙斯莱列日的一部分并入格拉斯-奥洛涅。